# Itajara
De itajara (Epinephelus itajara) is een straalvinnige vis uit de familie van zaagbaarzen (Serranidae), orde baarsachtigen (Perciformes), die voorkomt in het westen, het oosten van de Atlantische Oceaan, het zuidwesten van de Atlantische Oceaan en de Grote Oceaan en het zuidoosten van de Grote Oceaan.

## Anatomie
Epinephelus itajara kan een lengte bereiken van 250 cm en tot 350 kg wegen. Van de zijkant gezien heeft het lichaam van de vis een normale vorm, van bovenaf gezien is de vorm gedrongen. De vis heeft één rugvin met 11 stekels en 15-16 vinstralen en één aarsvin met drie stekels en acht vinstralen.

## Leefwijze
Epinephelus itajara is een zout- en brakwatervis die voorkomt in een subtropisch klimaat. De soort is voornamelijk te vinden in kustwateren. De diepte waarop de soort voorkomt is maximaal 100 meter onder het wateroppervlak.
Het dieet van de vis bestaat hoofdzakelijk uit dierlijk voedsel: macrofauna en vis.

## Relatie tot de mens
Epinephelus itajara is voor de visserij van beperkt commercieel belang. Wel wordt er op de vis gejaagd in de hengelsport. Ze zijn nieuwsgierig van aard en gebrek aan angst voor mensen maakte deze vis een makkelijke prooi voor harpoenjagers. Ook het feit dat de vis in het paarseizoen in grote groepen bijeenkomt, maakte hem kwetsbaar voor grootschalige vangst door vissers. Daardoor dreigde de baars aanvankelijk uit te sterven en kwam daarom op de IUCN Rode Lijst. Een verbod op vangst in de VS (sinds 1990) en in het Caraïbisch gebied (sinds 1993) heeft tot gevolg gehad dat de aantallen nu weer langzaam toenemen.